# Montesquieu (Lot-et-Garonne)
Montesquieu település Franciaországban, Lot-et-Garonne megyében. Lakosainak száma 744 fő (2022. január 1.). Montesquieu Bruch, Clermont-Dessous, Espiens, Montagnac-sur-Auvignon, Saint-Hilaire-de-Lusignan, Saint-Laurent és Sérignac-sur-Garonne községekkel határos.

## Népesség
A település népességének változása:
| Lakosok száma | 812  | 712  | 658  | 764  | 767  | 771  | 783  | 773  | 767  | 744  |
|               | 1968 | 1982 | 1990 | 2006 | 2013 | 2015 | 2017 | 2019 | 2020 | 2022 |